# Bacanius consobrinus
Bacanius consobrinus är en skalbaggsart som först beskrevs av Aubé 1850.  Bacanius consobrinus ingår i släktet Bacanius och familjen stumpbaggar. Inga underarter finns listade i Catalogue of Life.